# William Ernest Henley
William Ernest Henley (Gloucester, Inglaterra; 23 de agosto de 1849-Woking, Inglaterra; 11 de julio de 1903) fue un poeta inglés. 
De niño sufrió tuberculosis, lo que finalmente resultó en la amputación de una pierna y 12 meses de recuperación en la famosa Enfermería de Edimburgo. Allí escribió varios poemas de verso libre que establecieron su reputación y que fueron incluidos en A Book of Verses (1888). Su discapacidad física dejó otro legado literario en la forma de Long John Silver, el personaje con pata de palo creado por su amigo de Edimburgo, Robert Louis Stevenson en la novela La isla del tesoro (1884). Henley y Stevenson colaboraron en cuatro obras de teatro: Deacon Brodie (1880), Beau Austin (1884), Admiral Guinea (1884) y Macaire (1885).
Sus otras colecciones de poesía incluyen Canción de la espada (1892), London Voluntaries (1893), Colección de poemas (1898), Hawthorn and Lavender (1901) y In Hospital (1903). Este último incluye su poema más conocido, "Invictus" (escrito en 1875).
Fue crítico y editor de la Revista de Arte (1882-86), y del Scots Observer desde 1899. En 1891 esta revista se transformó en el National Observer y transferida a Londres desde donde continuó siendo su editor. El periódico publicó los primeros trabajos de Thomas Hardy, George Bernard Shaw, H. G. Wells, Sir James Barrie y Rudyard Kipling. Henley editó (junto a T.F. Henderson) la edición centenaria de los poemas de Robert Burns, y fue uno de los compiladores de un diccionario en 7 volúmenes de idiomas (1894-1904). Murió a los 53 años de edad.

## Obra más famosa
«Invictus» es el poema más famoso del autor. Fue motivo de inspiración para el presidente sudafricano Nelson Mandela durante su estancia en la cárcel, así como la declaración final de Timothy McVeigh, ejecutado mediante inyección letal por el atentado con bomba a un edificio federal en Oklahoma City. Fue escrito en 1875 y publicado por primera vez en el Libro de poemas (1888).
Texto Original:
Invictus
Out of the night that covers me,

Black as the pit from pole to pole,

I thank whatever gods may be

For my unconquerable soul.
In the fell clutch of circumstance

I have not winced nor cried aloud.

Under the bludgeonings of chance

My head is bloody, but unbowed.
Beyond this place of wrath and tears

Looms but the Horror of the shade,

And yet the menace of the years

Finds and shall find me unafraid.
It matters not how strait the gate,

How charged with punishments the scroll,

I am the master of my fate,

I am the captain of my soul.

Texto en Español:
Invictus
En la noche que me envuelve,

negra, como un pozo insondable,

le doy gracias al dios que fuere,

por mi alma inconquistable.
En las garras de las circunstancias,

no he gemido, ni he llorado.

Bajo los golpes del destino,

mi cabeza ensangrentada jamás se ha postrado.
Más allá de este lugar de ira y llantos,

acecha la oscuridad con su horror,

Y sin embargo la amenaza de los años me halla,

y me hallará sin temor.
Ya no importa cuan estrecho haya sido el camino,

ni cuantos castigos lleve mi espalda,

Soy el amo de mi destino,

Soy el capitán de mi alma.
- Datos: Q552617
- Multimedia: William Ernest Henley / Q552617
- Citas célebres: William Ernest Henley